# Казе ди Мелфа (Фрозиноне)
Казе ди Мелфа је насеље у Италији у округу Фрозиноне, региону Лацио.
Према процени из 2011. у насељу је живело 104 становника. Насеље се налази на надморској висини од 338 м.